# 埃尔霍沃
埃尔霍沃 (从而来；拉丁化elha，意为桤木属)是一个位于保加利亚扬博尔州的小镇，坐落于登萨河东岸。